# J. Neely Johnson

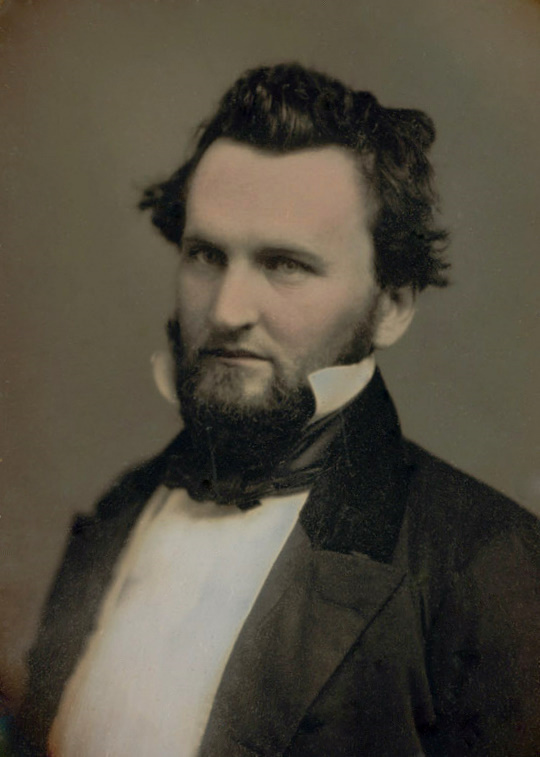
J. Neely Johnson

J. Neely Johnson, född 2 augusti 1825 i Gibson County, Indiana, död 31 augusti 1872 i Salt Lake City, Utahterritoriet, var en amerikansk politiker (knownothings).
21 år gammal blev han färdig med sina studier i juridik i Iowa. Han bestämde sig i juli 1849 för att delta i guldruschen i Kalifornien. Året därpå återupptog han arbetet som advokat, nu i Sacramento. Johnson inledde sin politiska karriär i whigpartiet. Partiet splittrades djupt 1854 och många valde att gå med i det nya partiet, republikanerna. Johnson hörde till den minoritet av whigs som gick med i ett annat nytt parti, knownothings.
Slaverifrågan innebar en djup splittring i de större partierna och också demokraterna i Kalifornien gick djupt försvagade till 1855 års guvernörsval. Det året tog knownothings i bruk partiets mest kända officiella namn, American Party, och skördade sina största framgångar. Partiet baserade sin kampanj på motståndet till invandring och en antikatolsk stämning. Guvernörskandidaten J. Neely Johnson själv blev djupt överraskad av att han blev invald. Johnson tillträdde som guvernör i Kalifornien 30 år gammal i januari 1856 och har förblivit den yngsta guvernören i delstatens historia.
Johnson kandiderade till omval men han lyckades inte bli knownothingpartiets kandidat i 1857 års guvernörsval. Partiets kandidat George W. Bowie förlorade guvernörsvalet och partiet försvann så småningom helt och hållet från den politiska scenen. Johnson flyttade till den del av Utahterritoriet som i dag är Nevada.
Johnson var ordförande i Nevadas konstitutionskonvent 1864, året som Nevada blev delstat. Han var domare i Nevadas högsta domstol 1867-1871. Johnsons hälsa försämrades och han dog 1872 i Utahterritoriet. Hans grav finns på Fort Douglas Cemetery i Salt Lake City.